# Spondej
Spondej (łac. spondeus, stgr. σπονδεῖος) – stopa metryczna złożona z dwóch sylab długich (w wierszach iloczasowych) lub akcentowanych (w wierszach akcentuacyjnych). Nazwa pochodzi od wyrazu stgr. σπονδή (oznaczającego libację), mającego ten właśnie układ sylab; ponadto śpiewane podczas libacji pieśni składały się właśnie ze spondejów, przez co miały powolny i uroczysty charakter.
W polszczyźnie spondej występuje rzadko, tworzony przez dwa akcentowane wyrazy jednosylabowe (np. mój dług).